# クレメンス・フォン・メッテルニヒ

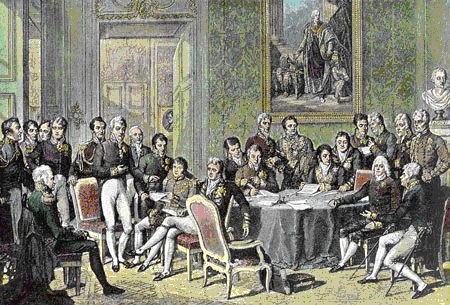
ウィーン会議（メッテルニヒは椅子の右に立つ左から7番目の人物）

クレーメンス・ヴェンツェル・ロータル・ネーポムク・フォン・メッテルニヒ＝ヴィネブルク・ツー・バイルシュタイン（Klemens Wenzel Lothar Nepomuk von Metternich-Winneburg zu Beilstein [ˈkleːməns fɔn ˈmɛtɐnɪç]、1773年5月15日 - 1859年6月11日）は、オーストリア帝国及びプロイセン王国の外交官、政治家。コブレンツ（現：ドイツ・ラインラント＝プファルツ州の都市）出身。オーストリアの外相としてウィーン会議を主宰したほか、のちオーストリア宰相に就任し、ナポレオン戦争後の国際秩序であるウィーン体制を支えた。

## 生涯

### 青年期
ドイツのトリーア選帝侯領の都市コブレンツで、メッテルニヒ伯爵の家に生まれた。16歳の時にフランスのストラスブール大学（ストラスブール）に入学して外交学などを学んだ。フランス革命が勃発すると、その革命軍がアルザスやラインラントを占領した。この経験は、その後激化するナポレオン戦争とあわせ、メッテルニヒのナショナリズムに対する強い警戒心を育むことになった。
1790年、両親の指示で革命騒ぎの残るストラスブールを離れる。転居先のフランクフルトでは、同年2月に崩御していた皇帝ヨーゼフ2世の後継としてレオポルト2世の戴冠式が行われる予定であり、これに参加するようにとの父の意向であった。ここでメッテルニヒは17歳にしてカトリック系伯爵団の式部官に任命され、プロテスタント系伯爵団の式部官と2人で、戴冠式を仕切る役に就いた。この経験は、後に中央政界で活躍するメッテルニヒに多くの要人とのコネクションをもたらした。
戴冠式後、父ゲオルクはオーストリア領ネーデルラント総督府公使に任命される。メッテルニヒは、マインツの大学で勉強を続けながら、休みの日には総督府のあるブリュッセルに赴き、父の仕事を手伝った。1792年3月、レオポルト2世が崩御すると、またも式武官に任命され、フランツ2世の戴冠式を取り仕切った。フランス革命戦争が本格化すると、父の務めるネーデルラント戦線に赴き、総督府の伝令役として実際に戦場を駆け回った。
1794年には、軍費調達のために渡英する。ここで国王ジョージ3世をはじめ、ピット首相、チャールズ・ジェームズ・フォックスなどの政界の重要人物に革命戦争の現状を説き、イギリスの反革命化工作に尽力した。中でも、保守主義の思想家・重鎮議員のエドマンド・バークと懇意になったことは、メッテルニヒ自身の保守思想にも影響を与えた。
メッテルニヒ一家はオーストリアのウィーンに逃れ、ウィーンでマリア・テレジアの前宰相ヴェンツェル・アントン・フォン・カウニッツ公爵の孫娘エレオノーレ・カウニッツと結婚、侯爵に封じられて高級官職への道がひらかれた。

### 外交官・政治家として
1797年末より始まったラシュタット会議（ - 1799年4月）に、オーストリアの全権大使として臨んだ。カンポ・フォルミオ条約でライン左岸に勢力をのばしたフランスに対し、ライン右岸の勢力範囲画定などを求めて交渉が続いたが合意には至らず、その間にナポレオンがエジプト遠征に失敗したこともあり、第二次対仏大同盟が結成されて戦争が再開された。1801年よりザクセンのドレスデンへ、1803年よりプロイセンのベルリンへ、1806年には大使としてフランスのパリに派遣された。
1809年より外相に就任する。フランツ2世の信頼が厚かったメッテルニヒは、1810年にナポレオン1世と皇女マリア・ルイーゼ（マリー・ルイーズ）との結婚の仲介役となった。しかし、ナポレオンがモスクワ遠征に失敗、さらにライプツィヒの「諸国民戦争」に敗北すると、反ナポレオン的な国際秩序の形成に尽力した。1814年より始まったウィーン会議において、オーストリア外相として中心的役割を果たし、国際政治における勢力均衡・反革命的な正統主義に基づくヨーロッパ国際秩序の創出を図った。ウィーン会議後も、ドイツでのブルシェンシャフト運動に対してカールスバート決議で抑圧を図るなど、自由主義・ナショナリズムを抑圧することで、ヨーロッパの平和・安定を追求した。四国同盟（のち五国同盟）を通じ大国間の協調に努めたが、スペイン立憲革命をめぐっては諸外国の対応が分かれた。1821年よりオーストリア宰相に就任した。翌年の1822年に皇帝フランツ1世を介してザーロモン・ロートシルトとその兄弟に男爵位を授与し、ロスチャイルド家を貴族とした。
メッテルニヒが追求した前近代的な国際秩序は、1820年代より動揺していった。中南米の独立運動に対しては反対の姿勢をとったが、イギリスやアメリカ合衆国が独自の立場から独立を支持し、中南米に多くの共和制国家が成立した。オスマン帝国からのギリシア独立も静観する姿勢をみせていたが、最終的にはロシア・イギリス・フランスがこれに介入、独立を果たした。さらに、1830年代よりヨーロッパ大陸でも工業化が本格化すると、新興のブルジョワジーが自由主義的改革を掲げるようになり、各国内部で反体制運動が激化していった。1848年2月に起こったフランス二月革命は、いわゆる「諸国民の春」を生じさせ、オーストリアでは三月革命が勃発した。これによりメッテルニヒは宰相を辞任し、イギリスのロンドンに亡命した。

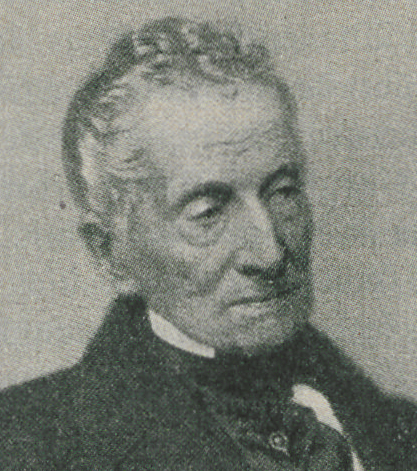
晩年のメッテルニヒ

1848年革命の熱狂は、欽定憲法の制定などの成果を残したものの、オーストリアでは反動側のヴィンディシュ＝グレーツ軍が勢力を奪回（ウィーン十月蜂起）、自由主義的改革は進展しなかった。こうした中で、1851年にはオーストリアへの帰国を許された。1859年6月11日、ウィーンで死去した。

### 家族
メッテルニヒは初めはマリア・テレジアの宰相ヴェンツェル・アントン・カウニッツ公爵の孫娘のエレオノーレ・カウニッツと結婚した。娘のレオンティーネ（パウリーネ・シャーンドルの母）を儲ける。しかしすぐに死別し、20歳年下の下級貴族の娘マリア・アントニア・フォン・ライクハムと結婚し、子のリヒャルト・クレメンスを儲けるもまた1年で死別し、今度は32歳年下のハンガリー貴族の娘メラーニエ・ジッチー・ファラリスと結婚し、子のパウルとロタールを儲けた。メッテルニヒが保守主義者になったのは、この妻の影響力があったためだという。彼は、家庭では子煩悩で常に子供たちの幸せに気を配る良き父親であったという。
また、メッテルニヒは金髪の巻き毛をした美男の伊達男で、フランスの玉璽官サヴィアル侯爵の娘コンスタンス・ド・ラフォルス、ロシアのピョートル・バグラチオン将軍の亡妻カタリーナ・バグラチオン、ザーガン公爵夫人、アブランテス公爵夫人など、数多くの女性たちと浮名を流した。また、ナポレオンの妹カロリーヌ・ボナパルトと浮名を流したこともあり、ナポレオンが失脚した後、落ち込む彼女のためにオーストリアに隠居用の別荘を作ってやったという。
1871年に来日し『オーストリア外交官の明治維新―世界周遊記日本篇』の著書もある元外交官アレクサンダー・フォン・ヒューブナー男爵もメッテルニヒの子（庶子）である。

## 著書（日本語訳）
- 『メッテルニヒの回想録』 安斎和雄訳、恒文社、1994年1月。ISBN 978-4-7704-0781-8。